# Дехрадун (округ)

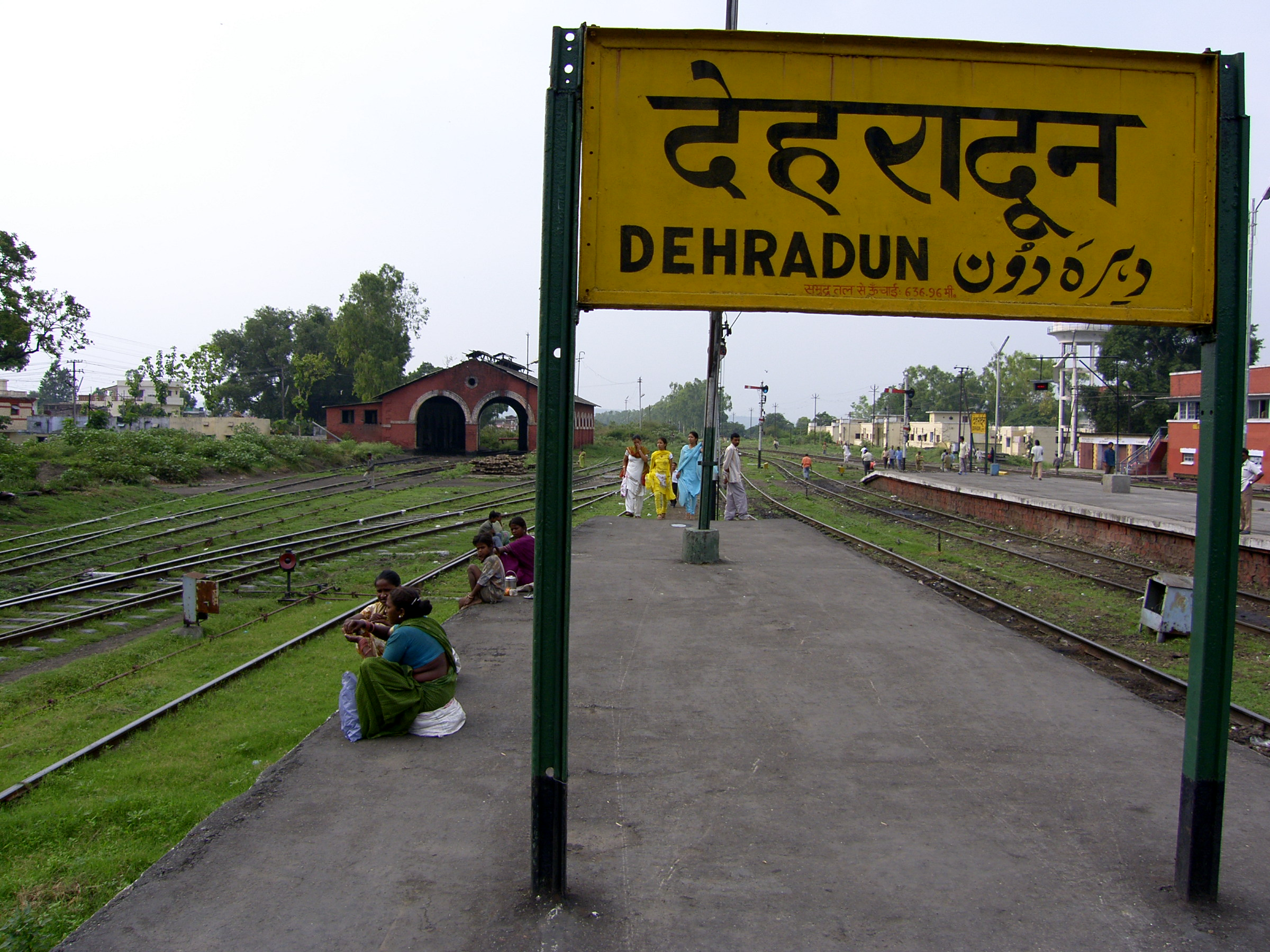
Железнодорожный вокзал в Дехрадуне

Дехрадун (англ. Dehradun, хинди देहरादून) — округ в индийском штате Уттаракханд в регионе Гархвал. Административный центр округа — город Дехрадун, который также является столицей штата Уттраракханд. На территории округа расположены 17 городов и 764 деревни. В округе Дехрадун находится популярное туристическое место Ришикеш. Округ расположен между Гангом на востоке и Ямуной на западе.
Согласно всеиндийской переписи 2001 года, население округа составляло 1 282 143 человека, из них индуистов — 1 086 094, мусульман — 139 197 (10,85 %) и сикхов 33 379 человек.